# Ecclisopteryx malickyi
Ecclisopteryx malickyi är en nattsländeart som beskrevs av Moretti 1991. Ecclisopteryx malickyi ingår i släktet Ecclisopteryx och familjen husmasknattsländor. Inga underarter finns listade i Catalogue of Life.